# Ешлі Фішер
Ешлі Фішер (англ. Ashley Fisher; нар. 25 вересня 1975) — колишній австралійський тенісист.
Найвищу одиночну позицію світового рейтингу — 489 місце досяг 24 липня 2000, парну — 19 місце — 22 червня 2009 року.
Здобув 4 парні титули.
Найвищим досягненням на турнірах Великого шолома був півфінал в парному розряді.
Завершив кар'єру 2011 року.

## Фінали турнірів ATP за кар'єру

### Парний розряд: 11 (4–7)
| Перемога – Легенда                          |
| ------------------------------------------- |
| Турніри Великого шолома (0–0)               |
| Фінали Світового туру ATP (0–0)             |
| Серія Мастерс 1000 Світового Туру ATP (0–1) |
| Серія 500 Світового туру ATP (1–0)          |
| Серія 250 Світового туру ATP (3–6)          |

| Фінали за покриттям |
| ------------------- |
| Тверде (3–4)        |
| Ґрунт (1–2)         |
| Трава (0–0)         |
| Килим (0–1)         |

| Результат | В-П | Дата     | Турнір                                  | Рівень       | Покриття | Партнер          | Суперники                           | Рахунок                |
| --------- | --- | -------- | --------------------------------------- | ------------ | -------- | ---------------- | ----------------------------------- | ---------------------- |
| Поразка   | 0–1 | Кві 2003 | Grand Prix Hassan II, Марокко           | Серія 250    | Ґрунт    | Девін Бовен      | Франтішек Чермак Леош Фридль        | 3–6, 5–7               |
| Перемога  | 1–1 | Лип 2003 | Dutch Open, Нідерланди                  | Серія 250    | Ґрунт    | Девін Бовен      | Кріс Гаггард Андре Са               | 6–0, 6–4               |
| Поразка   | 1–2 | Жов 2005 | Kingfisher Open, В'єтнам                | Серія 250    | Килим    | Роберт Ліндстедт | Ларс Бургсмюллер Філіпп Кольшрайбер | 6–7(3–7), 4–6, 2–6     |
| Перемога  | 2–2 | Жов 2006 | Відкритий чемпіонат Японії, Японія      | Серія 500    | Тверде   | Тріпп Філліпс    | Пол Голдстейн Джим Томас            | 6–2, 7–5               |
| Перемога  | 3–2 | Вер 2007 | China Open, КНР                         | Серія 250    | Тверде   | Рік де Вуст      | Кріс Гаггард Лу Єн-Сун              | 6–7(3–7), 6–0, [10–6]  |
| Перемога  | 4–2 | Лип 2008 | Індіанаполіс, США                       | Серія 250    | Тверде   | Тріпп Філліпс    | Скотт Ліпскі Девід Мартін           | 3–6, 6–3, [10–5]       |
| Поразка   | 4–3 | Вер 2008 | China Open, КНР                         | Серія 250    | Тверде   | Боббі Рейнольдс  | Росс Гатчінс Стівен Гасс            | 5–7, 4–6               |
| Поразка   | 4–4 | Лют 2009 | SA Open, ПАР                            | Серія 250    | Тверде   | Рік де Вуст      | Джеймс Серретані Дік Норман         | 7–6(7–9), 2–6, [12–14] |
| Поразка   | 4–5 | Кві 2009 | Відкритий чемпіонат Маямі з тенісу, США | Masters 1000 | Тверде   | Стівен Гасс      | Максим Мирний Енді Рам              | 6–2, 7–5               |
| Поразка   | 4–6 | Тра 2009 | BMW Open, Німеччина                     | Серія 250    | Ґрунт    | Джордан Керр     | Ян Герних Іво Мінарж                | 4–6, 4–6               |
| Поразка   | 4–7 | Лип 2009 | Індіанаполіс, США                       | Серія 250    | Тверде   | Джордан Керр     | Дмитро Турсунов Ернестс Гулбіс      | 4–6, 6–3, [9–11]       |

## Фінали ATP Челленджер і ITF Ф'ючерс

### Парний розряд: 42 (27–15)
| Легенда               |
| --------------------- |
| ATP Челленджер (20–9) |
| ITF Ф'ючерс (7–6)     |

| Фінали за покриттям |
| ------------------- |
| Тверде (20–5)       |
| Ґрунт (7–7)         |
| Трава (0–0)         |
| Килим (0–3)         |

| Результат | В-П   | Дата     | Турнір                                 | Рівень     | Покриття | Партнер           | Суперники                                 | Рахунок                 |
| --------- | ----- | -------- | -------------------------------------- | ---------- | -------- | ----------------- | ----------------------------------------- | ----------------------- |
| Поразка   | 0–1   | Тра 1998 | США F2, Віро-Біч                       | Ф'ючерс    | Ґрунт    | Ніттен Кірртане   | Сімон Аспелін Кріс Тонц                   | 3–6, 4–6                |
| Поразка   | 0–2   | Жов 1998 | Фінляндія F4, Оулу                     | Ф'ючерс    | Килим    | Ешлі Форд         | Роберт Самуельссон Роберт Ліндстедт       | 3–6, 4–6                |
| Перемога  | 1–2   | Лип 1999 | Іспанія F2, Аліканте                   | Ф'ючерс    | Ґрунт    | Енріке Абароа     | Тодд Перрі Тім Крічтон                    | 6–4, 2–6, 7–6           |
| Поразка   | 1–3   | Жов 1999 | Індонезія F6, Джакарта                 | Ф'ючерс    | Тверде   | Мін Ле            | Майлз Вейкфілд Сімада Томас               | 3–6, 6–7                |
| Перемога  | 2–3   | Лис 1999 | Таїланд F2, Паттая                     | Ф'ючерс    | Тверде   | Дейв Ейблсон      | Б'єрн Якоб Бартломей Домбровський         | 6–4 ret.                |
| Перемога  | 3–3   | Лис 1999 | Бангладеш F1, Раджшахі                 | Ф'ючерс    | Тверде   | Мін Ле            | Фебі Відмхіянто Хендрі-Сусіло Прамоно     | 6–3, 6–0                |
| Перемога  | 4–3   | Гру 1999 | Бангладеш F2, Дакка                    | Ф'ючерс    | Тверде   | Мін Ле            | Рік де Вуст Віллем-Петрус Меєр            | 6–2, 6–4                |
| Поразка   | 4–4   | Кві 2000 | Франція F8, Мелен (Сена і Марна)       | Ф'ючерс    | Килим    | Хосе Фронтера     | Андреас Таттермуш Андреас Вебер           | 6–7(6–8), 6–4, 6–7(3–7) |
| Перемога  | 5–4   | Тра 2000 | Австрія F1, Зальцбург                  | Ф'ючерс    | Ґрунт    | Тім Крічтон       | Д'ялмар Сістерманс Бартломей Домбровський | 6–7(10–8), 6–3, 6–3     |
| Поразка   | 5–5   | Лип 2000 | Монтобан, Франція                      | Челленджер | Ґрунт    | Тім Крічтон       | Лі Пірсон Грант Сілкок                    | 1–6, 4–6                |
| Перемога  | 6–5   | Лип 2000 | Остенде, Бельгія                       | Челленджер | Ґрунт    | Тім Крічтон       | Дам'ян Фурманскі Франсіско Кабельйо       | 6–2, 2–6, 6–1           |
| Перемога  | 7–5   | Сер 2000 | Сеговія, Іспанія                       | Челленджер | Тверде   | Джейсон Вейр-Сміт | Дамін Робертс Джордан Керр                | 7–6(7–5), 6–1           |
| Поразка   | 7–6   | Сер 2000 | Зюльт, Німеччина                       | Челленджер | Ґрунт    | Гарет Вільямс     | Йонуц Молдован Юрій Щукін                 | 4–6, 2–6                |
| Перемога  | 8–6   | Жов 2000 | Остін, США                             | Челленджер | Тверде   | Тім Крічтон       | Рамон Слюйтер Денніс ван Схеппінген       | 6–1, 6–7(6–8), 6–0      |
| Поразка   | 8–7   | Лис 2000 | Йокогама, Японія                       | Челленджер | Килим    | Тім Крічтон       | Їв Аллегро Юліан Ноул                     | 3–6, 6–7(2–7)           |
| Перемога  | 9–7   | Лис 2000 | Сеул, Південна Корея                   | Челленджер | Тверде   | Тім Крічтон       | Франтішек Чермак Ота Фукарек              | 6–4, 6–4                |
| Перемога  | 10–7  | Лис 2000 | В'єтнам F1, Хошимін                    | Ф'ючерс    | Тверде   | Айсам Куреші      | Міхал Навратіл Ярослав Левинський         | 6–4, 6–4                |
| Перемога  | 11–7  | Бер 2001 | Сінгапур, Сінгапур                     | Челленджер | Тверде   | Тім Крічтон       | Брендон Гоук Кайл Спенсер                 | 3–6, 6–3, 6–4           |
| Перемога  | 12–7  | Вер 2001 | Куритиба, Бразилія                     | Челленджер | Ґрунт    | Тім Крічтон       | Педру Перейра Емануел Коуту               | 6–3, 6–4                |
| Поразка   | 12–8  | Кві 2002 | Туніс (місто), Туніс                   | Челленджер | Ґрунт    | Девін Бовен       | Алекс Лопес Морон Андрес Шнейтер          | 4–6, 6–7(6–8)           |
| Поразка   | 12–9  | Чер 2002 | Б'єлла, Італія                         | Челленджер | Ґрунт    | Натан Гілі        | Домінік Грбатий Джорджо Галімберті        | 6–3, 3–6, 5–7           |
| Перемога  | 13–9  | Лис 2002 | Nottingham Open, Велика Британія       | Челленджер | Тверде   | Стівен Гасс       | Скотт Гамфріс Марк Мерклейн               | 6–3, 7–6(7–5)           |
| Поразка   | 13–10 | Кві 2003 | Bermuda Challenger, Бермудські Острови | Челленджер | Ґрунт    | Ендрю Кратцманн   | Роберт Кендрік Марк Мерклейн              | 3–6, 1–3 ret.           |
| Перемога  | 14–10 | Лис 2003 | Вако, США                              | Челленджер | Тверде   | Девін Бовен       | Раян Гавілленд К.Дж. Гіппенстіл           | 6–4, 7–6(7–4)           |
| Перемога  | 15–10 | Січ 2004 | Нумеа, Нова Каледонія                  | Челленджер | Тверде   | Стівен Гасс       | Люк Буржуа Вінс Мелліно                   | 3–6, 6–4, 6–4           |
| Перемога  | 16–10 | Бер 2004 | Мехіко, Мексика                        | Челленджер | Ґрунт    | Тріпп Філліпс     | Рогір Вассен Федеріко Бровне              | 6–4, 2–6, 6–3           |
| Поразка   | 16–11 | Кві 2004 | Bermuda Challenger, Бермудські Острови | Челленджер | Ґрунт    | Стівен Гасс       | Джордан Керр Том Ванхудт                  | 6–4, 3–6, 6–7(6–8)      |
| Перемога  | 17–11 | Вер 2004 | Сеул, Південна Корея                   | Челленджер | Тверде   | Роберт Ліндстедт  | Юган Ландсберг Сімада Томас               | 7–5, 7–6(7–0)           |
| Перемога  | 18–11 | Вер 2004 | Пекін, КНР                             | Челленджер | Тверде   | Тріпп Філліпс     | Джастін Гімелстоб Грейдон Олівер          | 7–5, 7–5                |
| Перемога  | 19–11 | Сер 2005 | Ванкувер, Канада                       | Челленджер | Тверде   | Тріпп Філліпс     | Гантлі Монтґомері Ражів Рам               | 7–6(8–6), 1–6, 6–2      |
| Перемога  | 20–11 | Лис 2005 | Пусан, Південна Корея                  | Челленджер | Тверде   | Тріпп Філліпс     | Санчай Ратіватана Сончат Ратіватана       | 7–5, 6–3                |
| Перемога  | 21–11 | Лис 2005 | Шампейн-Урбана, США                    | Челленджер | Тверде   | Тріпп Філліпс     | Джастін Гімелстоб Ражів Рам               | 6–3, 5–7, 6–0           |
| Перемога  | 22–11 | Гру 2005 | Орландо, США                           | Челленджер | Тверде   | Тріпп Філліпс     | Міша Зверєв Алекс Кузнєцов                | default                 |
| Перемога  | 23–11 | Сер 2007 | Ванкувер, Cabada                       | Челленджер | Тверде   | Рік де Вуст       | Алекс Кузнєцов Доналд Янг                 | 6–1, 6–2                |
| Поразка   | 23–12 | Лис 2007 | Нашвілл, США                           | Челленджер | Тверде   | Стівен Гасс       | Боббі Рейнольдс Ражів Рам                 | 7–6(7–4), 1–6, [10–12]  |
| Поразка   | 23–13 | Сер 2008 | Ванкувер, Канада                       | Челленджер | Тверде   | Рік де Вуст       | Тревіс Перротт Ерік Буторак               | 4–6, 6–7(3–7)           |
| Перемога  | 24–13 | Вер 2008 | Талса, США                             | Челленджер | Тверде   | Стівен Гасс       | Боббі Рейнольдс Ражів Рам                 | 7–6(7–4), 6–3           |
| Перемога  | 25–13 | Лис 2008 | Пусан, Південна Корея                  | Челленджер | Тверде   | Рік де Вуст       | Жан-Жульєн Роєр Юган Брунстрем            | 6–4, 2–6, [10–6]        |
| Перемога  | 26–13 | Тра 2011 | Сарасота, США                          | Челленджер | Ґрунт    | Стівен Гасс       | Алекс Кузнєцов Олександр Богомолов        | 6–3, 6–4                |
| Перемога  | 27–13 | Тра 2011 | США F12, Тампа                         | Ф'ючерс    | Ґрунт    | Кріс Гаггард      | Клейтон Алмейда Джошуа Завала             | 7–6(7–1), 6–4           |
| Поразка   | 27–14 | Жов 2015 | США F29, Мансфілд                      | Ф'ючерс    | Тверде   | Лієм Броді        | Ганс Гах Ерік Квіґлі                      | 5–7, 3–6                |
| Поразка   | 27–15 | Лис 2015 | Австралія F11, Вуллонгонг              | Ф'ючерс    | Тверде   | Дейн Келлі        | Марк Полменс Стівен де Ваард              | 2–6, 6–4, [7–10]        |

## Часова шкала результатів на турнірах Великого шлему
| W | Ф | ПФ | ЧФ | #Р | КТ | К# | DNQ | A | NH |

### Парний розряд
| Турнір                                 | 1998 | 1999 | 2000 | 2001 | 2002 | 2003 | 2004 | 2005 | 2006 | 2007 | 2008 | 2009 | 2010 | 2011 | 2012 | SR     | W-L   |
| -------------------------------------- | ---- | ---- | ---- | ---- | ---- | ---- | ---- | ---- | ---- | ---- | ---- | ---- | ---- | ---- | ---- | ------ | ----- |
| Відкритий чемпіонат Австралії з тенісу |      |      | 1р   | 1р   | 3р   | 3р   | 1р   | 3р   | ЧФ   | 2р   |      | 2р   |      | 1р   |      | 0 / 10 | 11–10 |
| Відкритий чемпіонат Франції з тенісу   |      |      |      | 1р   | 1р   | 2р   | 1р   | 1р   | 1р   | 1р   | 1р   | 3р   |      | 3р   | 1р   | 0 / 11 | 5–11  |
| Вімблдонський турнір                   |      |      | К1р  | 1р   | 1р   | 2р   | ЧФ   | 2р   | 3р   | 1р   | 2р   | 1р   |      | 3р   | 1р   | 0 / 11 | 10–11 |
| Відкритий чемпіонат США з тенісу       |      |      | К2р  | К1р  | 1р   | 1р   | 2р   | 1р   | ПФ   | 1р   | 3р   | 1р   |      | 1р   | 1р   | 0 / 10 | 7–10  |
| В-П                                    | 0–0  | 0–0  | 0–1  | 0–3  | 2–4  | 4–4  | 4–4  | 3–4  | 9–4  | 1–4  | 3–3  | 3–4  | 0–0  | 4–4  | 0–3  | 0 / 41 | 33–41 |

### Мікст
| Турнір                                 | 2001 | 2002 | 2003 | 2004 | 2005 | 2006 | 2007 | 2008 | 2009 | 2010 | 2011 | 2012 | SR     | W-L  |
| -------------------------------------- | ---- | ---- | ---- | ---- | ---- | ---- | ---- | ---- | ---- | ---- | ---- | ---- | ------ | ---- |
| Відкритий чемпіонат Австралії з тенісу |      |      |      |      |      |      | 2р   |      |      |      |      |      | 0 / 1  | 1–1  |
| Відкритий чемпіонат Франції з тенісу   |      |      |      |      |      |      | 1р   |      | 2р   |      |      |      | 0 / 2  | 1–2  |
| Вімблдонський турнір                   | 2р   |      | 1р   |      | 2р   | 2р   | 1р   |      | 1р   |      | 2р   | 2р   | 0 / 8  | 5–8  |
| Відкритий чемпіонат США з тенісу       |      |      |      |      |      |      | 1р   |      | 1р   |      |      |      | 0 / 2  | 0–2  |
| В-П                                    | 1–1  | 0–0  | 0–1  | 0–0  | 1–1  | 1–1  | 1–4  | 0–0  | 1–3  | 0–0  | 1–1  | 1–1  | 0 / 13 | 7–13 |